# Postroute Braunschweig–Calvörde

Strecke der Fahrpost Braunschweig–Calvörde

Die Postroute Braunschweig–Calvörde wurde 1746 als fahrende Post eingerichtet und verkehrte anfangs einmal wöchentlich. Sie verband die Orte Braunschweig und Calvörde postmäßig miteinander und führte auf der Strecke über Vorsfelde, Lehre, Bahrdorf sowie Velpke. Dieser Artikel beschreibt die Entwicklung des Postwesens aus den Kreisen Braunschweig (Lehre und Wendhausen) und Helmstedt (Vorsfelde, Velpke, Bahrdorf und der Exklave Calvörde).

## Calvörde
Calvörde, eine braunschweigische Enklave in Preußen an der Ohre (heute in Sachsen-Anhalt), hatte bereits im 11. Jahrhundert Anschluss an die Lüneburger Heerstraße. Dieser Handelsweg führte von Leipzig über Magdeburg nach Lüneburg und traf sich in Calvörde mit der Handelsstraße nach Braunschweig. Seit 1571 gehörte das Amt Calvörde (bis 1945) politisch zu Braunschweig.

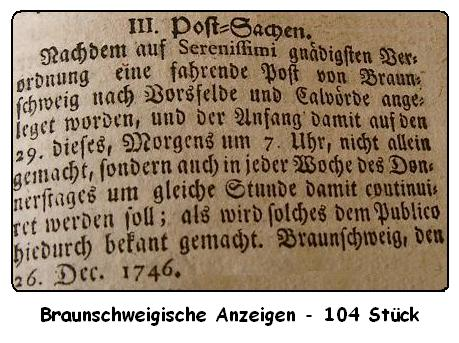
Braunschweiger Anzeiger 1746

Frühe Poststempel aus Calvörde

Aus den „Braunschweiger Anzeigen“ erfahren wir von der Einführung einer fahrenden Post der “Fürstlich-Braunschweigische-Landespost” von Braunschweig über Vorsfelde nach Calvörde. In der Nachricht heißt es: „Nachdem auf Serenissimi gnädigst Vorordnung eine fahrende Post von Braunschweig nach Vorsfelde und Calvörde angelegt worden, und der Anfang damit auf den 29. dieses, Morgens um 7 Uhr, nicht allein gemacht, sondern auch in jeder Woche des Donnerstages um gleiche Stunde damit continuiret werden soll, also wird solches dem Publico hierdurch bekannt gemacht. Braunschweig, den 26. Dezember 1746“.
Mehr erfahren wir aus der Post-Tabelle von 1772 über die fahrende Post nach Calvörder, über Campen, Vorsfelde, Bahrdorf, Oebisfelde nach Calvörde.”
Seit dem 29. Dezember 1746 hat es in Calvörde eine Postanstalt gegeben. Die Ortsangabe auf den Briefen wurde handschriftlich gemacht. Von einer früheren Postanstalt schweigen die Quellen sich aus, obwohl es natürlich Botenposten gegeben haben muss.
In der westfälischen Zeit gehörte das braunschweigische Amt Calvörde zum Departement der Elbe, im Distrikt Neuhaldensleben. Die königlich westphälische Postanstalt verwendete seit 1809 einen Einzeiler, bei der das Datum der Aufgabe handschriftlich beigesetzt wurde. Erster Postdirektor der Westphälischen Post war Herr Kagel im Rang eines Expediteur.
Auf Einhaltung der Fahrzeiten wurde Wert gelegt. So galt die Regel, dass eine Meile (7419,4 m – Herzogtum Braunschweig) mindestens in einer Stunde zurückzulegen waren, „für jede Viertelstunde, wo sie später eintreffen, sind eine Strafe von 12 gute Groschen 4 Pfennigen oder zwei Franken zu zahlen“.
„Mit dem Anfang des Jahres 1832 wird die des Donnerstags morgens 5 Uhr von Braunschweig abgehende Fahrpost nach Calvörde ihren Weg über Velpke nehmen und Briefe und andere Gegenstände bei der daselbst errichteten Briefcollection resp. abgeben und in Empfang nehmen.“ (Br. Anz.1832 Nr.2)
Nach dem General-Circular Nr. XI vom 5. Juni 1834 galt für Briefe nach Velpke die „Taxe bis Vorsfelde und 6 Pfg. Binnenporto“. Das bestätigt den Bestand einer Postexpedition in Vorsfelde, Velpke gehörte zum Zustellbereich.

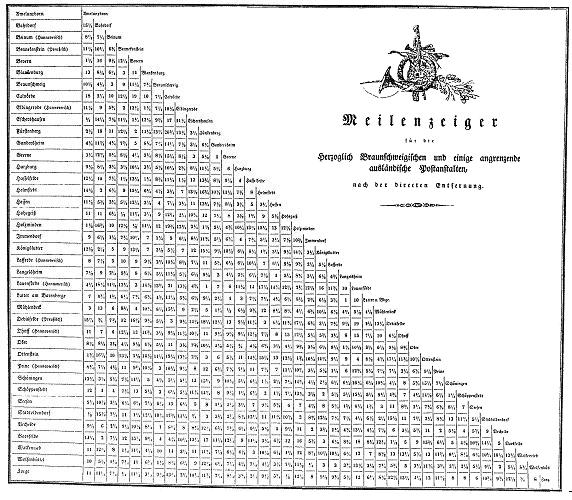
Braunschweiger Meilezeiger

Das General-Circular Nr. XXXV vom 12. August 1839 veröffentlichte die Veränderungen, die sich durch den neuen Post-Vertrag zwischen Braunschweig und Preußen vom 1. September ergeben hatten. „In Calvörde (Postverwaltung) wird eine Posthalterei eingerichtet und dem Posthalter Lüdde, übertragen, die Entfernungen betragen nach Burgstall 4½, Erxleben 3½, Gardelegen 2¾, Jübar 6½, Neuhaldensleben 2, Oebisfelde 3 und nach der diesseitigen Station Helmstedt 4 Meilen.“
Gleichzeitig wurde die Herzoglich Braunschweigischen Postexpedition zu Oebisfelde zum 1. September 1839 aufgehoben. Oebisfelde gehörte als Grenzort zu Preußen.
Das Postwärter-Amt in Velpke wurde zu einer Postexpedition hochgestuft. Wegen der Höhe des Portos, das nach Meilen gestaffelt war, wurde für jeden Postort der Tarif angeschlagen. Für das kleinere Velpke war der Tarif für Vorsfelde maßgeblich. Will sagen, als Entfernung wurde ab und bis Vorsfelde gerechnet. Als Ausnahme galt, dass für das Brief-, Päckerei- und Geld-Porto nach und von Calvörde und Helmstedt die zweite Tax-Progression (einfacher Brief 9 Pfg.) erhoben wurde. Gleichzeitig wurde das leidige Landporto von 6 Pfg. nicht mehr erhoben.
Der Postmeister Johann Heinrich Müller leitete die Postexpedition bis 1850, gefolgt von Johann Friedrich Müller, der bis 1869 in den Adressbüchern genannt wird. Auch bei ihnen waren Einzeiler „Calvoerde“ bzw. „Calvörde.“ seit 1827 im Gebrauch. Erst 1850 erhielt man einen Rechteckstempel mit Datum in Ziffern der bis 1867 Verwendung fand. 1861 wurde ein Zweikreisstempel mit Datum, Jahr und Uhrzeit geliefert. Zur Entwertung der braunschweigischen Postwertzeichen war der Rostrautenstempel „10“ zugeteilt worden.
Die Botenposten zwischen Helmstedt, Vorsfelde und Calvörde und Oebisfelde wurden neu geregelt. Ortschaften ohne eigene Post wurden dem Zustellbereich eines Postorts zugewiesen, deren Landbriefträger oft sehr weite Wege zurücklegen mussten.
Mit dem General-Circular Nr. LIX vom 14. Januar 1845 wurde der Tarif geändert, indem „der bisherige Braunschweig-Preußische Portosatz für Postanstalten, die über 2 bis 4 Meilen voneinander entfernt sind, von bisher 1½ auf 1 Sgr. herabgesetzt. Dies betrifft Bahrdorf, Calvörde, Velpke und Vorsfelde gegen Rohrberg und Steimke“.

## Vorsfelde

Frühe Poststempel von Vorsfelde

Zusammen mit der Einrichtung einer Fahrpost von Braunschweig nach Calvörde am 29. Dezember 1746 wird die Einrichtung der Postexpedition in Vorsfelde erwähnt, damals ein Flecken (1808 = 1110 Einwohner), heute ein Stadtteil von Wolfsburg.
Briefe aus diesem Ort an der Aller wurden mit einem handschriftlichen Vermerk versehen. Es sind nur wenige, als echt erkannte Briefe, bis 1815 bekannt geworden.
In der westphälischen Zeit zwischen 1807 und 1813 gehörte Vorsfelde zum Distrikt Helmstedt ins Departement der Oker des Königreich Westphalen. Zwischen 1810 und 1813 leitete Postdirektor Kaulitz als Expediteur die Postanstalt. Stempelabschläge aus dieser Zeit sind nicht bekannt.
Nach dem General-Circular Nr. XI vom 5. Juni 1834 galt für Briefe nach Velpke die „Taxe bis Vorsfelde und 6 Pfg. Binnenporto“. Das bestätigt den Bestand einer Postexpedition in Vorsfelde und Velpke gehörte zum Zustellbereich.
Die Post in Vorsfelde wurde am 1. September 1839 (wie Calvörde) in eine Postverwaltung gewandelt, aus dieser Zeit sind Einkreisstempel mit handschriftlicher Datumsangabe bekannt. 1854 war Vorsfelde wieder Postexpedition, nun kam der Rahmenstempel zur Anwendung. Mit der Einführung der Briefmarken (1856) erhielt Vorsfelde den Rostrautenstempel „45“.
1860 stieg Vorsfeldes zum Postamt auf, und ein Zweikreisstempel kam in Gebrauch. Die Braunschweigischen Anzeigen vom 29. September 1865 berichten von einer Postexpedition in Vorsfelde, erhielt 1869 (Norddeutscher Postbezirk) die Bezeichnung Post-Expedition I. Klasse und folgte damit dem bei der Post üblichen Organisationsschema.
Am 26. Juni 1843 vermeldet das General-Circular Nr. XXXXIX die Errichtung einer Fahrpost-Verbindung zwischen Vorsfelde und Salzwedel und die Errichtung königlich preußischer Postanstalten in Steimke und Rohrberg.
Seit 1851 waren die Postsendungen nach Grafhorst statt auf Vorsfelde nun auf Velpke zu leiten.

## Lehre

Frühe Poststempel von Lehre

Es ist möglich, dass in Lehre schon vor 1844 eine Postablage bestanden hat.
Das General-Circular Nr. LVIII der Post von 1844 verkündet: „Zum 1. Oktober wird eine Postcollection zu Lehre eingerichtet. An der Straße zwischen Braunschweig und Vorsfelde gelegen wird sie dem Apotheker Friedrich Werner (1844–62) übertragen. Für die Beförderung zwischen Braunschweig und Vorsfelde einer- und Lehre andrerseits wird das Porto nach dem Satze von 1 Ggr. pro einfachen Brief erhoben.“
Schon am 1. Oktober 1846 erfolgte die Verwandlung der Post-Collectionen zu Lehre in eine Postexpeditionen. Das Binnenporto betrug nun ½ Ggr.
Von 1847 an kam ein Zweikreissehnenstempel zum Einsatz, bei dem das Datum handschriftlich eingetragen werden musste. Zur Entwertung der Postwertzeichen verwendete man den Rostrautenstempel „31“. Der Rechteckstempel, mit Datum, Stern und Uhrzeit, kam 1854 an den Schalter. 1867, also kurz vor dem Übergang in den norddeutschen Postbezirk, erhielt Lehre noch den Zweikreisstempel mit Jahreszahl.
Wie dem Adressbuch zu entnehmen ist, wandelte die Reichspost die Postanstalt in Lehre 1880 in eine Postagentur um. Postagenten waren Christian Hartmann (1880–87) und Heinrich Evers (1888–1916).
1872 wurde eine Post-Agentur in Flechtorf (Lehre 3) etabliert. Als Postagenten werden Friedrich Widdecke (1872–92) und Otto Widdecke (1893–1916) genannt.
Folgt man den Adressbüchern gab es in Wendhausen (Lehre 4) ab 1892 eine Postagentur. Erster Postagent war Gustav Buchtmann (1892–1900). Der erste Landbriefträger, Carl Rasche (1894–96), wurde 1894 eingestellt.

## Velpke

Frühe Stempel von Velpke

In Vorbereitung der Fahrpost nach Calvörde berichtet am 29. September 1831 das General-Circular II von der Einrichtung einer Brief-Collektion zu Velpke. Ein Ortseinwohner sammelte die Briefe ein, tauschte die Posttasche, bei einem kurzen Halt, mit dem Postillion der Postkutsche gegen die für seinen Ort bestimmten Sendungen an und stellte sie gewöhnlich auch zu. Dafür wurde ein „Binnenporto“ von 6 Pfennig (½ Gutergroschen), zusätzlich zum gewöhnlichen Briefporto, erhoben.
Durch den neuen Post-Vertrag zwischen Braunschweig und Preußen von 1939 erhielt Velpke eine Post-Expedition: „Es ist der Vorsfelder Tarif anzuwenden, mit der Abänderung jedoch, dass das Brief-, Päckerei- und Geld-Porto nach und von Calvörde und Helmstedt, nach der zweiten Tax-Progression (2 bis 4 Meilen – einfacher Brief 9 Pfg.) erhoben wird. Das bisherige Zusatz- oder Landporto von 6 Pfg. für den einfachen Brief fällt vom 1. September an weg.“
1844, dort heißt es: „Der bisherige Braunschweig-Preußische Portosatz für Postanstalten, die über 2 bis 4 Meilen voneinander entfernt sind, ist von bisher 1½ auf 1 Sgr. herabgesetzt. Dies betrifft Bahrdorf, Calvörde, Velpke und Vorsfelde gegen Rohrberg und Steimke“.

## Bahrdorf

Poststempel von Bahrdorf

Bahrdorf erhielt seine Postexpedition im Zusammenhang mit der Einrichtung der Fahrpost nach Calvörde. Vorher werden Boten die noch geringe Postversorgung betrieben haben.
In der Zeit der westphälischen Besetzung (1810–13) gab es eine Postanstalt unter dem Expediteur Schulze, er benutzte den Einzeiler-Stempel „Bahrdorf“ und den Nebenstempel „Franco“. Bahrdorf gehörte zum Königreich Westphalen, im Departement der Oker, im Distrikt Helmstedt.
In der Braunschweigischen Zeit war Julius Wilhelm Schulze bis 1852 Post-Expediteur, gefolgt von Wilhelm Schulze, der das Amt bis 1875 innehatte. Sie verwendeten den Einzeiler vorerst weiter, ab 1836 handschriftlich um das Datum in Ziffern ergänzt.
Seit Anfang 1852 lief über Bahrdorf die Post nach Mackendorf und Saalsdorf, was für die Landbriefträger eine große Laufleistung bedeutete.
Seit 1856 wird ein Rechteckstempel „Bahrdorf / Datum und Uhrezeit in Ziffern“ verwendet. Zur Entwertung der Freimarken erhielt Bahndorf den Rostrautenstempel „2“.
Ab 1869, im Norddeutschen Postbezirk hatte Bahrdorf eine Post-Expedition II. Classe, und ab 1876, Reichspost, ein Postamt III. Klasse. Noch war Wilhelm Schulze im Amt. Nach der Umwandlung in eine Post-Agentur (1884) versah Heinrich Werner das Amt.